# 空想歴史読本
『空想歴史読本』（くうそうれきしどくほん）とは、円道祥之（えんどう・まさゆき）によるSF作品の歴史考察本である。1999年にメディアファクトリーから刊行され、後に文庫化されている。

## 内容
『空想法律読本』と同様、『空想科学読本』の人文科学版といえるもので、アニメや漫画、特撮で描かれてきた様々な「物語の舞台となった歴史」の設定を集めて一つの「空想歴史」としてまとめたもの。「過去編」、「現代編」、「未来編」に分かれ、1999年に書かれたので、2003年の鉄腕アトム誕生は「未来編」に入る。歴史教科書のように、巻頭ではカラーの4ページで絵入りの解説がある。
『マグマ大使』で述べられた「地球はアースという個人（神に近い存在）によって作られた」という46億年前の地球誕生から始まり、『猿の軍団』で予言される「西暦3713年に人類は猿によって滅ぼされる」という遥か未来、さらに西暦1万年以上先の未来に宇宙から人類が帰還する『トップをねらえ!』の話までを歴史物語として描く。
特徴は、複数の作品で語られる歴史を一つの世界観としてまとめていることである。現実の歴史に存在しない「伝説のムー大陸」については、異なる作品で5通りの描写があるので「ムー大陸にはムー帝国が5つもあった」という結論を出している。また、『日本沈没』の映画版とテレビ版を同じ世界と見なして「日本は2度も沈没した」としており、さらに『世界大戦争』、『北斗の拳』、『未来少年コナン』、『サイボーグ009』などを合わせて、「人類は4度も滅んだ（戦争で滅びかけた）」という解釈にしている。
戦後日本はいわゆる東宝自衛隊など多数の怪獣映画、特撮ドラマにおける日本の防衛組織の描写から刊行当時は実現していなかった防衛省への移行、文民統制の崩壊、核武装、日本国外の実効支配など怪獣の存在により現実よりも強固な「再軍備」がなされたとしている。また60～70年代以降ヒーロー及び敵対する悪の組織が多数活動し、特に昭和ウルトラ作品は大半の年代設定が制作当時と21世紀など近未来が一作内でも混在していることから活動期間がそれぞれ数十年に及ぶと解釈している。
また、2015年には「ジェッターマルス」と「エヴァンゲリオン」という2種類のロボットが発明されることになっている。著者は「この2種類のロボットは20世紀製造のマジンガーZや2003年製造の鉄腕アトムなどから全く進歩しておらず、エヴァは逆に退化している」とし、「そのあと百数十年たって宇宙戦艦ヤマトに搭載されるロボット・アナライザーもあまり人間らしくない姿」などと述べ、「人間型ロボット開発は衰退していく」と結論付けている。
22世紀の前半にドラえもんのようなロボットやタイムマシンが家庭に普及しながら、その22世紀の末にはガミラスによって人類は絶滅寸前に追い込まれ、宇宙戦艦ヤマトが一隻で敵を撃破して地球を救い、23世紀初頭には爆沈したあとも復活して旅に出るという話に発展し、またヤマトの乗務員が日本人だけであることと、『トップをねらえ!』で描かれた「日本による世界統一」を重ねあわせて紹介している。
図版などの担当はモリナガ・ヨウ。空想歴史にもとづく肖像画・写真・商品・瓦版などを文中に挿絵として挿入している。「大魔神を描いた庄屋の日記」、「西洋妖怪の人相書き」、「ゴジラやラドンの到来を報ずる新聞記事」など。

## 扱っている主な作品
基本的に日本で放送されたアニメ・特撮、または時代劇でも主人公が変身したり怪人、怪獣が登場するものを扱っている。なお、漫画や海外の作品に関しては、カバーしきれないので敢えて回避する旨を前書きにて述べている。
日本の普通の時代劇で取り上げたのは『暴れん坊将軍IX』（『水戸黄門』も取り上げられてはいるが漫遊の件のみで具体的な出来事に触れていない）、海外のSF作品では『サンダーバード』など。『猿の軍団』はあるが『猿の惑星』は紹介されていない。
『ウルトラマン』で語られた「3億5000年前（＝300005000年前）の地球に古代人がいた」という話や『アイアンキング』での「2000年前の大和政権」の話がある。6500万年前に恐竜が絶滅したあと、「実は恐竜たちは地下などで生き延びた」というフィクションについて、本書では『ゲッターロボ』と『恐竜大戦争アイゼンボーグ』の例を挙げている。
飛鳥時代では『世界忍者戦ジライヤ』の「聖徳太子が巨大ロボットを作った」という空想歴史を取り上げているが、それから戦国時代の『快傑ライオン丸』に続き、著者は奈良時代から室町時代までを「空想歴史の大空白期」とし、その間を扱った作品が「存在しない」としている。『竹取物語』は冒頭の年表にあるだけで本文での言及はない。
また本書では時代劇よりも「特撮ヒーロー時代劇」をメインに扱っているため、信長の時代から江戸初期までを「やはり作品がなく、空想科学がまた素通りしてしまった」と述べている。江戸時代についても「作品が少なく、空想歴史の中だるみの時期」と見なしている。戦国時代では『快傑～風雲ライオン丸』、『仮面の忍者赤影』、江戸時代では『妖術武芸帳』、『魔人ハンター ミツルギ』、『変身忍者 嵐』、『白獅子仮面』、そして『キカイダー01』で01たちがタイムトンネルで平賀源内の時代に向かった話が紹介されている。なお『魔人ハンター ミツルギ』の作中年代について、徳川家康が登場するにもかかわらず渡来した象が怪獣化されるエピソードを根拠に享保年間に比定しており、『白獅子仮面』に登場する大岡忠相は時代劇『大岡越前』のビジュアルが用いられている。
第二次世界大戦時における兵器開発についてはナチスでは『仮面ライダー』や『ビッグX』などの改造人間・強化人間、日本軍は『鉄人28号』や『超人機メタルダー』などのロボット兵器という傾向があると指摘している。
前述の恐竜絶滅や氷河期の原因といった歴史的事象、ムー大陸、冷戦の延長線上の第三次世界大戦など伝説や創作上の有名な題材においては複数の相反する作品をとりあげている一方で、ノストラダムス現象の「1999年7の月」世界観が合致する『北斗の拳』も「世紀末」を文字通り解釈したため該当しないとするなどあてはまる作品がみつからず、天変地異や地球侵略が頻発する空想歴史においては何かが起きても些事だったのではと推測している。
ガンダムシリーズでは当時西暦を舞台にした作品がなかったため1コラムとして機動戦士ガンダムなど宇宙世紀作品を地球連邦1999年発足設定で扱っている。
2回発生したことになる『日本沈没』は2021年現在さらに3回年代設定をその当時に変更して映像化され、また最後を締める『トップをねらえ!』ラストシーンの時代の地球の様子は続編『トップをねらえ2!』で描かれているなど、刊行後のメディアミックスやシリーズ展開によって内容が合わなくなってしまった例もある。